# نورمن هاورث
سر (والتر) نورمن هاورث (به انگلیسی: Sir (Walter) Norman Haworth) ‏(۱۹ مارس ۱۸۸۳ - ۱۹ مارس ۱۹۵۰) شیمیدان انگلیسی است برای کار پیشگامانه خود را بر روی اسید اسکوربیک (ویتامین C) در دانشگاه بیرمنگام شناخته می‌شود. سال ۱۹۳۷ او جایزه نوبل در رشته شیمی برای تحقیقاتش بر روی کربوهیدرات‌ها و ویتامین C دریافت کرد.